# Felsenhähne

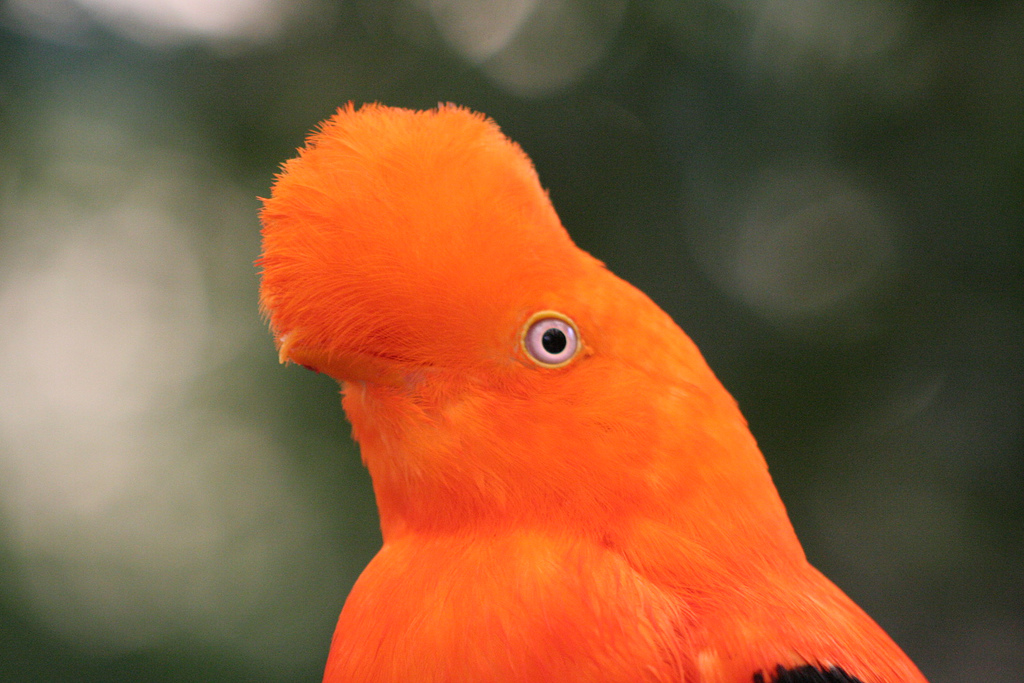
Männchen des Andenklippenvogels (Rupicola peruviana)

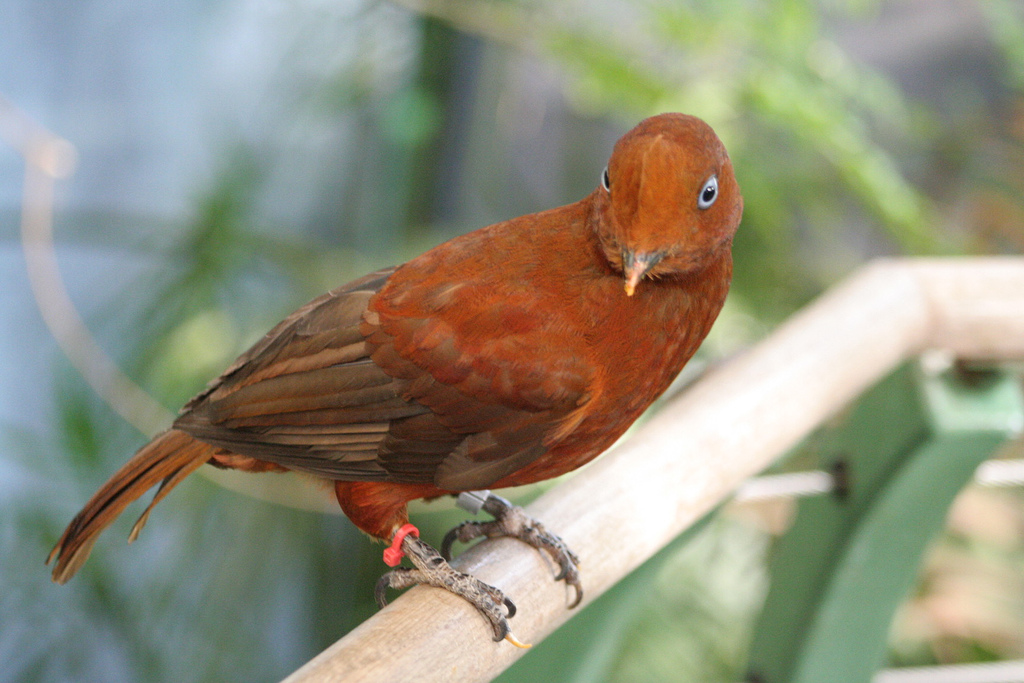
Weibchen des Andenklippenvogels

Die Felsenhähne oder Klippenvögel (Rupicola) sind eine Gattung aus der Familie der Schmuckvögel (Cotingidae), die aus zwei Arten besteht:
- dem Tiefland-Felsenhahn oder Orangefarbenen Felsenhahn, Guyana-Klippenvogel oder Cayenne-Klippenvogel (Rupicola rupicola (Linnaeus 1766)) und
- dem Andenklippenvogel oder Roten Felsenhahn (Rupicola peruviana (Latham 1790)).

## Merkmale
Felsenhähne haben eine gedrungene Gestalt und außerordentlich kräftige Füße. Die Männchen haben ein ausgesprochen leuchtendes Gefieder mit einem breiten fächerförmigen Schopf, der über den Kopf reicht und den Schnabel beinahe vollständig bedeckt. Die weiblichen Vögel sind weniger auffallend gefärbt, der Schopf ist deutlich kleiner.
Der männliche Orangefarbene Felsenhahn ist etwa taubengroß, 32 bis 35 cm lang und hell orange gefärbt. Die Flügel sind schwarz mit weißen Spiegeln, die Außenfahnen bilden lange orange Fäden. Der Schwanz ist schokoladenbraun und läuft orangefarben aus. Das Weibchen ist olivgrau gefärbt, Schwanz und Flügel sind braun, nur die Unterflügeldeckfedern sind hell orange.
Das Männchen des Roten Felsenhahns ist mit 35 bis 38 cm etwas größer als der Rote Felsenhahn vor allem wegen der längeren Schwanzfedern. Man unterscheidet zwei Unterarten: Rupicola peruviana aequatorialis ist tief orange gefärbt, das Weibchen orange-braun, das Männchen von Rupicola peruviana sanguiolenta ist scharlachrot, das Weibchen dunkel kastanienrot.

## Vorkommen
Felsenhähne leben im tropischen und subtropischen Urwald Südamerikas, bevorzugt in bergigen und gewässerreichen Gegenden wie den Quellgebieten des Orinoco und Amazonas. Der Orangefarbene Felsenhahn kommt in Guyana, Süd-Venezuela und im Gebiet des Rio Negro vor. Der Rote Klippenhahn in West-Venezuela und entlang der Anden bis Ecuador, Peru und Nordbolivien.

## Verhalten und Fortpflanzung
Felsenhähne sammeln sich während der Balzzeit in Felsennähe auf offenen Plätzen, die sie von Gezweig befreien. Mehrere männliche Vögel führen dabei den zuschauenden Weibchen Tänze vor, die aus kurzen Schritten und Sprüngen bestehen, begleitet von typischen Lautäußerungen.
Felsenhähne nisten vorzugsweise auf erhöhten Stellen in felsigem Gelände. Das Nest ist flach und napfförmig und wird in Felsspalten oder direkt auf dem Felsen aus Zweigen und Lehm gebaut und außen mit Blättern verkleidet. Die meist zwei Eier sind bräunlich gefleckt und werden von den Weibchen allein bebrütet.

## Nachweise
- Das moderne Tierlexikon. Verlagsgruppe Bertelsmann, Band 3, 1981